# Diaspiniphagus fuscipennis
Diaspiniphagus fuscipennis is een vliesvleugelig insect uit de familie Aphelinidae. De wetenschappelijke naam is voor het eerst geldig gepubliceerd in 1908 door Girault.